# Hans-Jürgen Hehn
Hans-Jürgen Hehn, né le 1er octobre 1944 à Lauda-Königshofen, Bade-Wurtemberg, est un escrimeur allemand maniant l'épée. Représentant l'Allemagne de l'Ouest, il a décroché deux médailles d'argent olympiques.

## Palmarès
- Jeux olympiques
  -  Médaille d'argent aux Jeux olympiques de 1976 à Montréal
  -  Médaille d'argent par équipes aux Jeux olympiques de 1976 à Montréal

- Championnats du monde d'escrime
  -  Médaille d'or par équipes aux championnats du monde d'escrime 1973 à Göteborg
  -  Médaille d'argent par équipes aux championnats du monde d'escrime 1974 à Grenoble
  -  Médaille d'argent par équipes aux championnats du monde d'escrime 1975 à Budapest